# آشوریان ارمنستان
آشوریانِ ارمنستان سومین اقلیت قومی این کشور پس از یزیدیان و روس‌ها هستند. بنا به سرشماری سال ۲۰۱۱ میلادی ۲٬۷۶۹ آشوری در ارمنستان زندگی می‌کنند و این کشور محل زندگی آخرین جوامع آشوری بازمانده در قفقاز است. در ارمنستان بیش از فروپاشی شوروی سابق ۶٬۰۰۰ آشوری زندگی می‌کردند اما به خاطر مشکلات اقتصادی موجود در ارمنستان در دهه نود میلادی جمعیت ایشان به نصف تنزل یافت و بسیاری دست به مهاجرت زدند.